# Internat
Internat (iz latinščine internus - notranji) je vzgojno-bivalni objekt za tiste študente, ki ne živijo pri lastni družini (po navadi zaradi oddaljenosti od študijskega kraja) ter za tiste, ki se pripravljajo za poseben poklic (vojaški, duhovniški).